# Didyctium nigriclavum
Didyctium nigriclavum är en stekelart som först beskrevs av Jean-Jacques Kieffer 1904.  Didyctium nigriclavum ingår i släktet Didyctium, och familjen glattsteklar. Arten är reproducerande i Sverige.